# Massimiliano Custoza

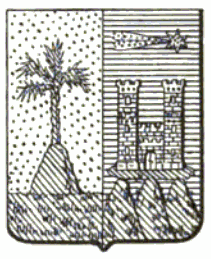
Stemma di famiglia

Massimiliano Custoza (Roverbella, 26 agosto 1897 – Tscherwony, 21 febbraio 1942) è stato un militare italiano, insignito della medaglia d'oro al valor militare alla memoria nel corso della seconda guerra mondiale.

## Biografia
Nacque a Roverbella, provincia di Mantova, il 26 agosto 1897, figlio di Virgilio e Adele Della Chiesa.
Appartenente a nobile famiglia mantovana, cavaliere del Sovrano Militare Ordine di Malta, nel 1914 si arruolò nel Regio Esercito e fu ammesso a frequentare la Regia Accademia Militare di Fanteria e Cavalleria di Modena da cui uscì nel 1916 con il grado di sottotenente assegnato all'arma di cavalleria.
Dopo avere preso parte alla Grande Guerra con il Reggimento "Lancieri di Vercelli", nel 1920 fu trasferito al Reggimento "Nizza Cavalleria". Nel 1924 ottenne il brevetto di osservatore dall'aeroplano e l'anno successivo passò, a domanda, allo squadrone corazzieri del Quirinale. Ritornò poi al Reggimento "Nizza Cavalleria" con la promozione a capitano nel 1928, assumendo il comando dello squadrone mitraglieri. Prestò poi servizio dapprima al Comando del Corpo d'armata di Torino come ufficiale addetto e poi, con la promozione a maggiore a scelta speciale, al Comando designato di Armata a Verona. Nel gennaio 1940 fu promosso tenente colonnello e trasferito al Reggimento "Lancieri di Novara" dove assunse il comando di un gruppo squadroni.
Il 24 luglio 1941 partiva con il reparto per l'Unione Sovietica dove partecipò con la Divisione celere alle battaglie di Stalino, Gorlowka e Rikowo nell'autunno 1941. Rimasto gravemente ferito in combattimento al petto e all'addome il 21 febbraio 1942, si spense nel corso della notte successiva. Per onorarne il coraggio fu insignito della medaglia d'oro al valor militare alla memoria.
La salma fu sepolta nel Cimitero Militare Campale Italiano di Jussowo. Una via di Roverbella porta il suo nome.

### Fonti
1. 1 2 3 4 5 6 7  Combattenti Liberazione.
2. 1 2 3  Gruppo Medaglie d'Oro al Valor Militare 1965, p. 527.
3. ↑   Medaglia d'oro al valor militare Lo Custoza, Massimiliano, su quirinale.it, Quirinale. URL consultato l'11 luglio 2021.